# 花物語 (曲)
「花物語」（はなものがたり）とは、1973年11月にリリースされた桜田淳子の4枚目のシングルである。

## 解説
- 2枚目のアルバム『わたしの青い鳥』の収録曲「淳子の花物語」が「花物語」の下敷きとなっているため、セリフの部分などが流用されている[要出典]。

## 収録曲
- 全曲作詞：阿久悠／作曲：中村泰士

1. 花物語 (2分44秒)
編曲：あかのたちお
2. のっぽの恋人 (2分35秒)
編曲：高田弘

## 収録アルバム
- 『GOLDEN☆BEST 桜田淳子』 (#1)